# Kaspar Zehnder
Kaspar Zehnder (* 27. srpna 1970, Riggisberg, Švýcarsko) je švýcarský dirigent.

## Životopis
Vystudoval klasické jazyky na lyceu v Bernu a současně absolvoval obsáhlé hudební studium na Bernské akademii umění, kde k jeho hlavním učitelům patřili Heidi Indermühle (flétna), Ewald Körner (dirigování), Agathe Rytz-Jaggi (klavír), Peter Streiff a Arthur Furer (hudební teorie). Jeho vzdělání doplňovaly mistrovské kurzy v Curychu, Basileji, Paříži a v Sieně u dirigentů Ralfa Weikerta, Wernera-Andrease Alberta a Horsta Steina podobně jako studium komorní hudby a Evropská Mozartova akademie, kde byl jeho hlavním mentorem flétnista Aurèle Nicolet.
Svoje první dirigentské zkušenosti získal u komorních orchestrů Kammerorchester Neufeld Bern a Burgdorfer Kammerorchester. V období mezi roky 1996 a 2006 působil jako docent a dirigent na Bernské akademii umění, kde se také věnoval soudobé hudební tvorbě.
Roku 2005 vystřídal Jiřího Bělohlávka na pozici šéfdirigenta Pražské komorní filharmonie, kde působil do roku 2008. Pro tento orchestr vytvořil invenční dramaturgii abonentních koncertů, absolvoval s orchestrem řadu domácích i zahraničních vystoupení na předních evropských festivalech a v prestižních koncertních sálech.
V říjnu 2007 debutoval v milánské La Scale. Poté následovala pozvání od Orchestre National de Montpellier, Slovenské filharmonie, Lucernského symfonického orchestru, Orchestre National d´Ile de France, English Chamber Orchestra, Pražského symfonického orchestru, Filharmonie Brno a řady dalších.
Spolupracuje se sólisty jako je Jana Boušková, Brigitte Engerer, Konstantin Lifschitz, Sergej Katchatryan, Isabelle van Keulen, Magdalena Kožená, Natalia Gutman, Jiří Bárta, Bruno Ganz, Marianne Pousseur, Rachel Harnisch, Patricia Kopačinskaja nebo Antoine Tamestit a diriguje přední evropské orchestry.
Sezonu 2009/2010 Kaspar Zehnder zahájil výjimečným koncertem s Ensemble Orchestral de Paris, s nímž provedl Beethovenovu 9. symfonii na Stade de France v Paříži. Poté následovali vystoupení v rumunském městě Sibiu (Hector Berlioz: Fantastická symfonie) a koncerty s pražským FOK, na kterých vystupovala špičková moldavská houslistka Patricia Kopačinskaja Bergův. Rok 2009 Kaspar zakončil mahlerovskými koncerty s Magdalenou Koženou v Národním divadle v Praze. Začátkem roku 2010 Kaspar v opeře Národního divadla v Brně společně s režisérem Ondřejem Havelkou nastudoval Straussova Netopýra. Koncem ledna vystoupil se Slovenskou filharmonií a harfenistkou Janou Bouškovou, která přednesla harfový koncert Alberta Ginastery. S Orchestra National de Montpellier provedl Kaspar díla Luciana Beria a na koncertě s Litevským národním orchestrem a cellistou Jiřím Bártou zazněla hudba Bohuslava Martinů. V dubnu absolvoval turné s English Chamber Orchestra po Španělsku a následně koncerty s Filharmonií Brno a hornistou Radkem Baborákem, který představil hornový koncert ruského skladatele Rejngolda Moriceviče Gliera. Sezonu Kaspar zakončil v Krakově s orchestrem Sinfonietta Cracovia a na MHF Janáčkův máj v Ostravě.
Kaspar Zehnder působí jako umělecký vedoucí festivalu Murten Classics a jako hudební ředitel Zentrum Paul Klee Bern.
Od sezóny 2018/19 je šéfdirigentem Filharmonie Hradec Králové.